# Dušan Bajević
Dušan Bajević (Mostar, 10 december 1948) is een voormalig Joegoslavisch voetballer. Hij was als trainer vooral actief in Griekenland, waar hij acht keer landskampioen werd en zes keer werd uitgeroepen tot Trainer van het jaar.

## Spelerscarrière

### Clubcarrière
Bajević speelde meer dan 300 wedstrijden voor Velež Mostar, waarin hij goed was voor 166 competitiedoelpunten. Met de club uit zijn geboortestad verloor hij in 1976 de finale van de Mitropacup. Een jaar later trok hij naar AEK Athene, waar hij met de Griek Thomas Mavros een vlotscorend duo vormden. Mede dankzij de vele doelpunten van Bajević en Mavros won AEK Athene in 1978 de Griekse dubbel, in 1979 verlengde de club bovendien haar landstitel. Nadat Mavros in 1978 en 1979 topschutter werd in de Griekse competitie was het in 1980 aan Bajević: de Joegoslaaf scoorde in het seizoen 1979-80 25 keer. Tien jaar eerder was hij ook al topschutter geweest in de Prva Liga.
In 1981 keerde Bajević terug naar Velež Mostar, waar hij twee jaar later zijn spelerscarrière beëindigde.

### Interlandcarrière
Bajević was tussen 1970 en 1977 Joegoslavisch international. In 37 interlands kwam hij 29 keer tot scoren. Bajević was met zijn land actief op het WK 1974, in de groepsfase scoorde hij daar drie keer tegen Zaïre.

## Trainerscarrière

### Velež Mostar
Bajević startte zijn trainerscarrière bij de club waar hij ook als speler van start ging: Velež Mostar. In 1986 won hij met de club zijn eerste prijs als trainer: de Joegoslavische voetbalbeker. In de finale versloeg Mostar Dinamo Zagreb met 3-1. Mostar eindigde dat seizoen derde in de competitie, het jaar daarop zelfs tweede. In 1988 parkeerde Bajević zijn team opnieuw op een knappe derde plaats, waarop AEK Athene hem voor de tweede keer uit zijn geboortestad kwam wegplukken.

### AEK Athene (I)
In zijn eerste seizoen bij AEK zorgde Bajević meteen voor een heuse stunt: hij leidde de club naar hun eerste landstitel in tien jaar – bij die laatste landstitel in 1979 was Bajević zelf nog actief bij de club als speler. Tussen 1992 en 1994 leidde hij de club ook naar drie landstitels op rij. Samen met de Griekse supercup (1989), de Griekse League Cup (1990) en de Griekse voetbalbeker (1996) leidde dat tot zeven hoofdprijzen in acht jaar tijd. Dat leverde hem in 1996 de titel Trainer van het jaar op in de Alpha Ethniki.

### Olympiakos Piraeus (I)
Na acht jaar bij AEK Athene verhuisde hij naar aartsrivaal Olympiakos Piraeus. Bij Olympiakos deed hij in zijn eerste seizoen net hetzelfde als bij AEK Athene: de club een eerste landstitel in tien jaar tijd bezorgen. Ook in 1998 en 1999 werd hij met Olympiakos kampioen, in 1999 won hij zelfs de Griekse dubbel. Dat fantastische jaar 1999 werd bovendien bekroond met een kwartfinale in de Champions League, waar er maar nipt verloren werd van Juventus FC. Op 11 november 1999 maakte Olympiakos een einde aan de samenwerking.

### PAOK Saloniki
Lang zat Bajević echter niet zonder werk: in januari 2000 ging hij aan de slag bij PAOK Saloniki, waarmee hij in 2001 voor de derde keer in zijn trainerscarrière de Griekse voetbalbeker won. In de finale versloeg PAOK Olympiakos Piraeus met 4-2. Bajević werd dat jaar voor de vierde keer uitgeroepen tot Trainer van het jaar in Griekenland – hij won de titel ook tweemaal tijdens zijn eerste passage bij Olympiakos.

### AEK Athene (II)
In de zomer van 2002 keerde Bajević terug naar AEK Athene. De supportersgroep van AEK werd hierbij in twee kampen verdeeld: een deel van de supporters juichten de terugkeer van Bajević toe, maar een ander deel kon hem zijn overstap naar Olympiakos Piraeus destijds niet vergeven. In het seizoen 2002/03 eindigde hij derde met AEK Athene (op twee punten van kampioen Olympiakos). AEK Athene zorgde dat seizoen ook voor een merkwaardige prestatie in de Champions League: in een groep met Real Madrid, AS Roma en RC Genk speelde het als allereerste club ooit zes keer gelijk in de groepsfase van de Champions League. Wegens aanhoudende commotie omwille van zijn overstap naar Olympiakos Piraeus in 1996 stapte Bajević op 25 januari 2004 op bij AEK.

### Olympiakos Piraeus (II)
Ironisch genoeg ruilde hij AEK Athene opnieuw in voor Olympiakos Piraeus. Hij won met de club opnieuw de Griekse dubbel, zoals hij in 1999 al deed, en deed het Europees niet slecht door in de Champions League tien punten te sprokkelen in een groep met AS Monaco, Liverpool FC en Deportivo La Coruña. Dat was echter niet genoeg voor een plaats in de achtste finale. Bajević hield het ditmaal na één seizoen al voor bekeken bij Olympiakos, mede doordat een deel van de supporters ontevreden was over de speelstijl onder de Bosniër.

### Rode Ster Belgrado
In 2006 werd Bajević de opvolger van Walter Zenga bij de Servische topclub Rode Ster Belgrado. De uitschakeling door AC Milan in de laatste kwalificatieronde van de Champions League was nog acceptabel te noemen, maar de daaropvolgende uitschakeling in de UEFA Cup-voorrondes tegen Slovan Liberec zorgde voor de eerste barstjes in de samenwerking. Bajević loste dat op door als competitieleider de winterstop in te gaan, maar een daaropvolgende terugval kostte hem in februari 2007 zijn job.

### Aris FC
Op 7 september 2007 keerde Bajević terug naar Griekenland, waar hij voor Aris FC tekende. Hij haalde met de club een knappe vierde plaats in de competitie en loodste de club naar de bekerfinale. Olympiakos Piraeus was daarin een maatje te groot voor de club uit Thessaloniki. Zijn knappe seizoen met Aris FC leverde hem voor de zesde keer de titel Trainer van het jaar op in Griekenland.
Op 1 juli 2008 verliet Bajević de club, naar verluidt omdat voorzitter Labros Skordas hem zou gevraagd hebben om Avraam Papadopoulos wegens contractperikelen niet meer op te stellen.

### AEK Athene (III)
Op 21 november 2008 begon Bajević aan zijn derde termijn als trainer bij AEK Athene. In het eerste seizoen van zijn derde passage leidde Bajević AEK naar een vierde plaats, in de Play-offs parkeerde hij de club naar een tweede plaats die recht gaf op een ticket voor de play-offronde van de Europa League. Het seizoenseinde werd opgefleurd met een bekerfinale, maar voor het tweede jaar op rij beet Bajević daarin in het zand: een knotsgekke finale tegen Olympiakos Piraeus eindigde na verlengingen op 4-4, waarop de strafschoppenserie op 15-14 eindigde in het voordeel van Olympiakos.
Op 7 augustus 2010 werd Bajević na de 1-2 nederlaag in een vriendschappelijke wedstrijd tegen de Griekse tweedeklasser Kallithea FC fysiek aangevallen door eigen supporters. Verwacht werd dat Bajević zou opstappen, maar het bestuur, de spelers en een groot deel van de AEK-supporters overtuigden hem ervan om bij de club te blijven. Het was uiteindelijk een 3-1-nederlaag tegen Olympiakos Volos op 26 september 2010 die leidde tot zijn derde vertrek als trainer in het Olympisch Stadion Spyridon Louis.

### Bosnië en Herzegovina
Bajević werd op 21 december 2019 aangesteld als bondscoach van Bosnië en Herzegovina. Door de coronapandemie leidde hij zijn eerste wedstrijd bij de nationale ploeg pas in september 2020. Bajević degradeerde met de Bosniërs uit de A-divisie van de UEFA Nations League 2020/21 en verloor in de play-offs voor het EK 2020 van Noord-Ierland na strafschoppen. In november 2020, na een thuisnederlaag tegen Italië, stopte het dienstverband na 8 duels zonder zege.

## Erelijst

### Als speler
| Competitie                            |              |                  |              |              |
| Competitie                            | Aantal       | Jaren            |              |              |
| Velež Mostar                          | Velež Mostar | Velež Mostar     | Velež Mostar | Velež Mostar |
| ------------------------------------- | ------------ | ---------------- | ------------ | ------------ |
| Topschutter Prva Liga                 | 1x           | 1969/70          |              |              |
| Joegoslavisch voetballer van het jaar | 1x           | 1972             |              |              |
| AEK Athene                            |              |                  |              |              |
| Grieks landskampioen                  | 2x           | 1977/78, 1978/79 |              |              |
| Griekse voetbalbeker                  | 1x           | 1978             |              |              |
| Topschutter Alpha Ethniki             | 1x           | 1979/80          |              |              |

### Als trainer
| Competitie                  |              |                                    |              |              |
| Competitie                  | Aantal       | Jaren                              |              |              |
| Velež Mostar                | Velež Mostar | Velež Mostar                       | Velež Mostar | Velež Mostar |
| --------------------------- | ------------ | ---------------------------------- | ------------ | ------------ |
| Joegoslavische voetbalbeker | 1x           | 1986                               |              |              |
| AEK Athene                  |              |                                    |              |              |
| Grieks landskampioen        | 4x           | 1988/89, 1991/92, 1992/93, 1993/94 |              |              |
| Griekse voetbalbeker        | 1x           | 1996                               |              |              |
| Griekse supercup            | 1x           | 1989                               |              |              |
| Griekse League Cup          | 1x           | 1990                               |              |              |
| Trainer van het jaar        | 2x           | 1996, 2003                         |              |              |
| Olympiakos Piraeus          |              |                                    |              |              |
| Grieks landskampioen        | 4x           | 1996/97, 1997/98, 1998/99, 2004/05 |              |              |
| Griekse voetbalbeker        | 2x           | 1999, 2005                         |              |              |
| Trainer van het jaar        | 2x           | 1998, 1999                         |              |              |
| PAOK Saloniki               |              |                                    |              |              |
| Griekse voetbalbeker        | 1x           | 2001                               |              |              |
| Trainer van het jaar        | 1x           | 2001                               |              |              |
| Aris FC                     |              |                                    |              |              |
| Trainer van het jaar        | 1x           | 2008                               |              |              |